# Bobrowo (województwo warmińsko-mazurskie)
Bobrowo (niem. Bieberstein) – wieś w Polsce, położona w województwie warmińsko-mazurskim, w powiecie kętrzyńskim, w gminie Barciany.
Do 1954 r. siedziba gminy Bobrowo. W latach 1975–1998 miejscowość należała administracyjnie do województwa olsztyńskiego.

## Nazwa
12 listopada 1946 r. nadano miejscowości polską nazwę Bobrowo. 

## Historia
W 1384 r. wielki marszałek zakonu krzyżackiego Konrad von Wallenrode nadał zasadźcy Lorenzowi do zagospodarowania 50 włók, w tym 5 włók sołeckich.
W 1933 r. w miejscowości mieszkały 362 osoby, a w 1939 r. – 324 osoby.